# Açorda

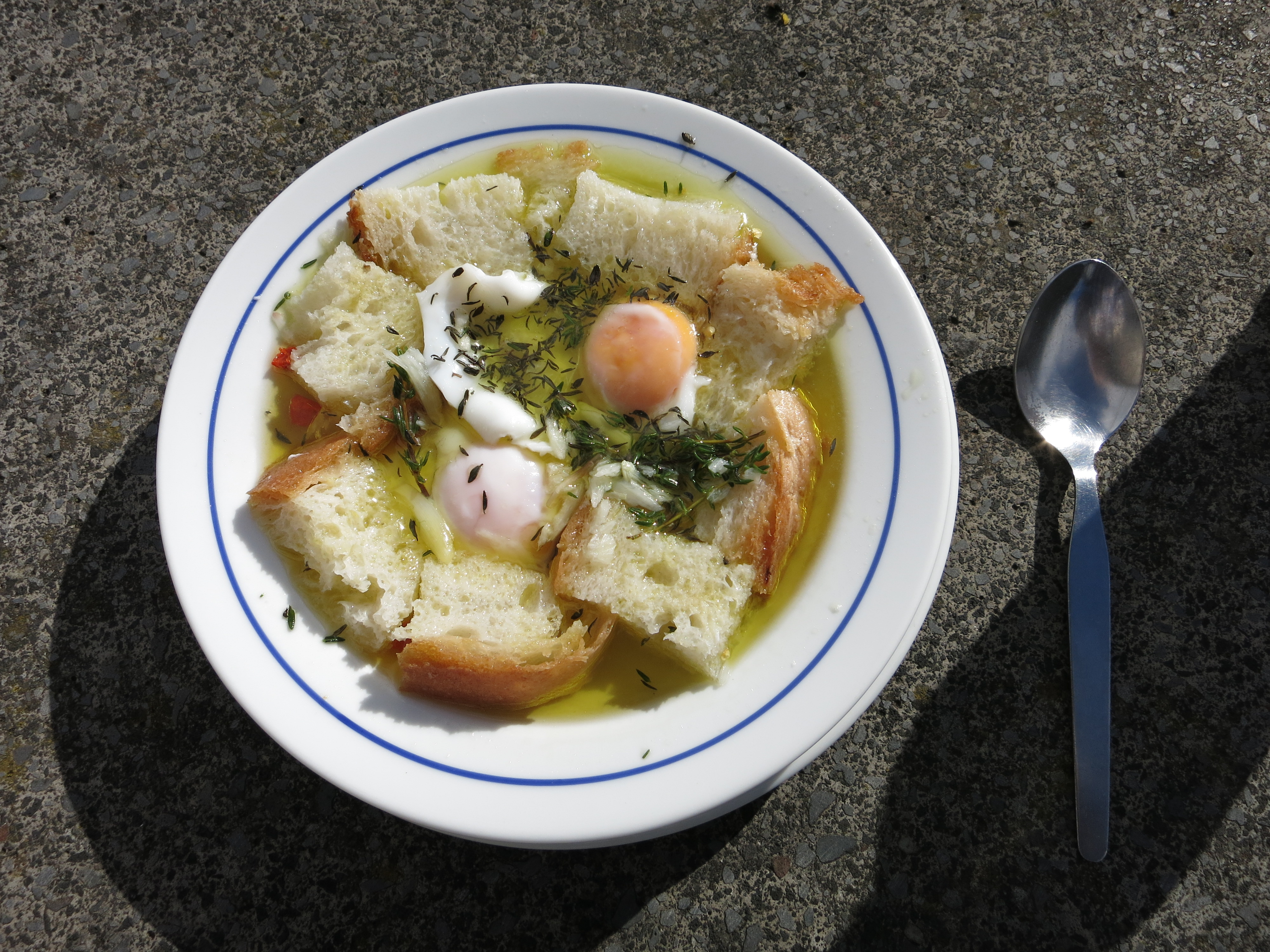
Eine Açorda auf Madeira

Açorda /ɐ'sordɐ/ (von arabisch ثرد ṯarada „Brot einbrocken“), eine Brotsuppe, ist ein portugiesisches Nationalgericht. Die Suppe enthält u. a. Brotstücke, Eier, Olivenöl, Knoblauch und verschiedene Gewürze.
Die Açorda ist ein typisch portugiesisches Gericht aus dünn geschnittenem Brot mit Knoblauch, fein gehacktem Koriander, Olivenöl, Essig, Wasser, Salz und pochierten Eiern. Es ist vor allem in der Region Alentejo, aber auch landesweit bekannt. Es gibt viele Varianten der Açorda, beispielsweise mit Garnelen (Açorda de Marisco / de Camarão) oder Kabeljau (Açorda de Bacalhau).
Die Eier werden in Salzwasser pochiert. Knoblauch, Koriander und Salz werden zu einer groben Paste zerdrückt, Olivenöl und Essig hinzugefügt, und dann wird die Mischung über das Brot gegossen. Die Eier werden auf das Brot gelegt, und das Wasser, mit dem sie pochiert wurden, wird darüber gegossen. Die Açorda wird dann für einige Minuten ziehen gelassen.